# Eustephia darwinii
Eustephia darwinii là một loài thực vật có hoa trong họ Amaryllidaceae. Loài này được Vargas mô tả khoa học đầu tiên năm 1960.